# Jack Falahee
Jack Ryan Falahee (sinh ngày 20 tháng 2 năm 1989) là một diễn viên người Mỹ. Anh được biết đến với các vai Connor Walsh trong sê-ri truyền hình How to Get Away with Murder của đài ABC, và Frank Stringfellow trong Mercy Street của đài PBS.

## Danh sách phim

### Điện ảnh
| Năm  | Tựa đề                    | Vai diễn      | Ghi chú   |
| ---- | ------------------------- | ------------- | --------- |
| 2012 | Sunburn                   | Kevin         | Phim ngắn |
| 2013 | Campus Life               | Elliot        |           |
| 2013 | Hunter                    | Gavin         |           |
| 2014 | Rage                      | Evan          |           |
| 2014 | Blood and Circumstance    | Danny Stabler |           |
| 2014 | Slider                    | Parker Pierce |           |
| 2015 | Blowtorch                 | Michael Vardi |           |
| 2015 | Untitled Ari Gold Project | Jimmy         |           |
| 2015 | Lily & Kat                | Henry         |           |
| 2016 | Cardboard Boxer           | Leo           |           |

### Truyền hình
| Năm      | Tựa đề                      | Vai diễn           | Ghi chú                                    |
| -------- | --------------------------- | ------------------ | ------------------------------------------ |
| 2012     | Submissions Only            |                    | Tập phim: "The Growing Interconnectedness" |
| 2013     | The Carrie Diaries          | Colin              | Tập phim: "Hush Hush"                      |
| 2013     | Ironside                    | Scott Dolan        | Tập phim: "Hidden Agenda"                  |
| 2013     | Escape from Polygamy        | Ryder              |                                            |
| 2014     | Twisted                     | Charlie McBride    | 8 tập                                      |
| 2014–nay | How to Get Away with Murder | Connor Walsh       | 47 tập                                     |
| 2016–17  | Mercy Street                | Frank Stringfellow | 7 tập                                      |